# Eustachy Tyszkiewicz

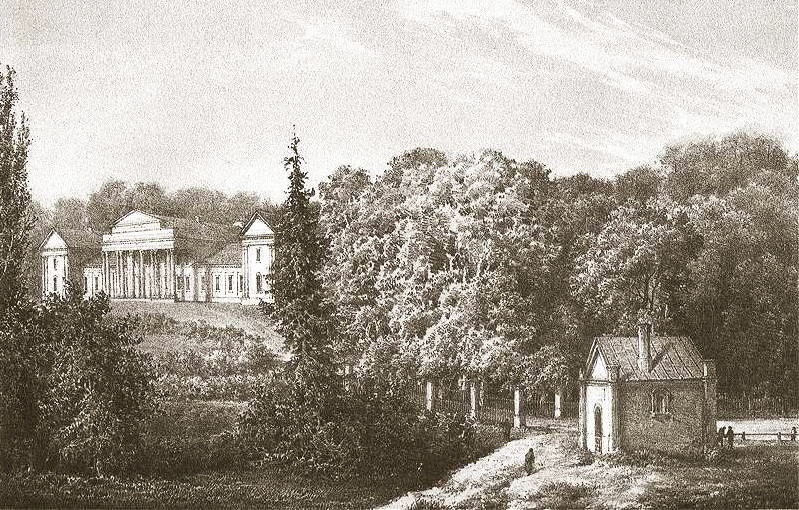
Napoleon Orda, pałac Tyszkiewiczów w Łohojsku

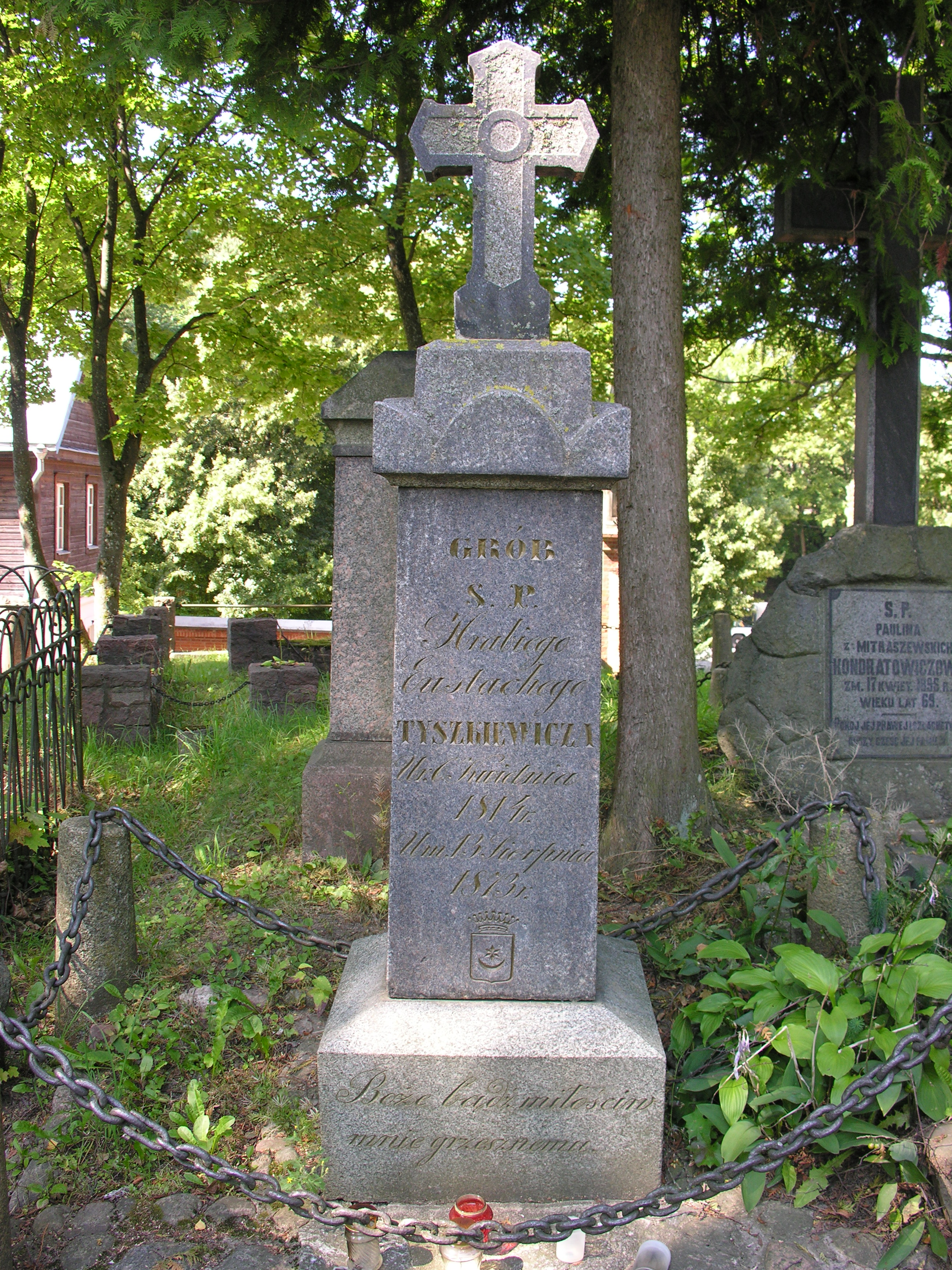
Grób Eustachego Tyszkiewicza na cmentarzu Na Rossie w Wilnie

Eustachy Tyszkiewicz hrabia herbu Leliwa (ur. 6 kwietnia 1814 w Łohojsku, zm. 27 sierpnia 1873 w Wilnie) – polski archeolog, historyk, kolekcjoner, badacz pradziejów ziem białoruskich i litewskich, działacz społeczny; brat Konstantego.

## Życiorys
Był synem Piusa Tyszkiewicza, marszałka szlachty powiatu borysowskiego, i Augusty z Platerów. W 1831 ukończył gimnazjum w Mińsku. W 1855 został założycielem i dożywotnim prezesem Wileńskiej Komisji Archeologicznej. Był twórcą Muzeum Starożytności w Wilnie. Był członkiem honorowym Instytutu Archeologicznego w Wielkiej Brytanii i Irlandii. W 1864 roku został członkiem Moskiewskiego Towarzystwa Archeologicznego. Członek korespondent Galicyjskiego Towarzystwa Gospodarskiego (1851-1873). Został pochowany na cmentarzu Na Rossie w Wilnie. Jego imię nosi ulica na warszawskiej Woli.
Główne prace:
- Rzut oka na źródła archeologii krajowej, czyli opisanie niektórych zabytków starożytności odkrytych w zachodnich guberniach Cesarstwa Rosyjskiego (1842)
- Listy o Szwecji, t. 1–2 (1846)
- Badania archeologiczne nad zabytkami przedmiotów sztuk i rzemiosł w dawnej Litwie i Rusi Litewskiej (1850)
- Źródła do dziejów Kurlandii i Semigalii... (1870)